# Sweet Valley High
Sweet Valley High è una serie televisiva statunitense basata sulla serie di romanzi omonimi realizzati da Francine Pascal. La serie è andata in onda dal 5 settembre 1994 al 14 ottobre 1997, ed è stata prodotta e distribuita dalla Saban Entertainment. Dopo essere state realizzate tre stagioni (andate in onda principalmente sui canali Fox), la serie è stata spostata sul canale UPN per la sua quarta stagione, ed infine è stata cancellata per bassi ascolti.
In Italia la serie è stata trasmessa da Italia 1 nella seconda metà degli anni novanta.

## Trama
La storia della serie ruota intorno alle vite di Elizabeth e Jessica Wakefield, due bellissime gemelle bionde che abitano nell'immaginaria Sweet Valley in California, ed a quelle dei loro amici. Elizabeth è una ragazza responsabile ed altruista, mentre sua sorella Jessica è ambiziosa e calcolatrice, e non si ferma davanti a nulla per ottenere ciò che vuole.

## Episodi
| Stagione         | Episodi | Prima TV originale | Prima TV Italia |
| ---------------- | ------- | ------------------ | --------------- |
| Prima stagione   | 22      | 1994-1995          | 1996            |
| Seconda stagione | 22      | 1995-1996          |                 |
| Terza stagione   | 22      | 1996-1997          |                 |
| Quarta stagione  | 22      | 1997               |                 |

## Colonna sonora
Nel 1995, è stato pubblicato un CD contenente la colonna sonora della serie, in cui sono incluse varie canzoni realizzate per la serie, e la sigla di apertura in una versione più lunga rispetto a quella utilizzata per la trasmissione

### Tracce
1. Sweet Valley High Theme (Long Version)
2. Lotion (Jessica's Theme)
3. Rose Colored Glasses
4. She's Got the Answers
5. Not Myself Today
6. Alive
7. Rest of My Life
8. My Jessica
9. All to Myself
10. Secrets
11. My World
12. On Our Own
13. She Walks in Roses
14. Sweet Valley High Theme (TV Version)